# Fu'er dai
Ein Fu'er dai, auch Fu er dai, Fuerdai oder Fù'èrdài (vom Chinesischen Mandarin: 富二代, Pinyin: Fù'èrdài: „reiche zweite Generation“), ist ein Emporkömmling einer in der ersten Generation zu Reichtum gekommenen chinesischen Familie. Ihm wird die Unfähigkeit unterstellt, sich dem (gehobenen) sozialen Umfeld anzupassen, den er durch seinen Reichtum anzustreben meint bzw. sich in den „besseren Kreisen“ einer Gesellschaft zu benehmen.
Er entspricht dem westlichen Bild eines Neureichen oder eines Parvenüs, der zwar über einen monetären Reichtum verfügt, jedoch kulturell, intellektuell oder sozial arm (geblieben) ist und sein allein auf wirtschaftlichem Erfolg (seiner Eltern) beruhender Aufstieg in der sozialen Hierarchie durch Prunk zur Schau stellt, ohne jedoch wirklich akzeptiert worden zu sein.
Auch in China stehen „Fu' er Dais“ nicht nur aufgrund ihres Benehmens immer heftiger in der Kritik, sondern auch wegen ihrer (angenommenen) besonderen Beziehungen zur kommunistischen Regierung, die sie angeblich privilegieren, schonen oder sogar schützen soll.